# (1444) Pannonia
(1444) Pannonia – planetoida z pasa głównego asteroid okrążająca Słońce w ciągu 5 lat i 219 dni w średniej odległości 3,15 au. Została odkryta 6 stycznia 1938 roku w Obserwatorium Svábhegyi w Budapeszcie przez György Kulina. Nazwa planetoidy pochodzi od Panonii, starożytnej prowincji rzymskiej, znajdującej się na obszarze dzisiejszych Węgier. Przed nadaniem nazwy planetoida nosiła oznaczenie tymczasowe (1444) 1938 AE.